# فقدان الشهية
فقدان الشهية (بالإنجليزية: Anorexia)‏ هو مصطلح طبي لعدم الرغبة في تناول الطعام. في حين أن المصطلح في المنشورات غير العلمية غالبًا ما يستخدم بالتبادل مع فقدان الشهية العصابي، توجد العديد من الأسباب المحتملة لفقدان الشهية، وبعضها قد يكون غير ضار، في حين يشير البعض الآخر إلى حالة طبية خطيرة أو يشكل خطرا كبيرا.
فقدان الشهية هو أحد الأعراض وليس تشخيصا. لا ينبغي الخلط بين فقدان الشهية واضطراب الصحة العقلية فقدان الشهية العصبي. نظرا لأن مصطلح «فقدان الشهية» غالباً ما يستخدم كشكل قصير من فقدان الشهية العصبي، لتجنب الارتباك، يجب على مقدم الخدمة أن يوضح للمريض ما إذا كان يشير ببساطة إلى انخفاض الشهية أو اضطراب الصحة العقلية. يمكن لأي شخص أن يظهر فقدان الشهية على أنه فقدان الشهية، بغض النظر عن جنسه أو عمره أو وزنه.
يمكن أن يكون فقدان الشهية بسبب مجموعة من الأمراض والظروف، فضلا عن العوامل البيئية والنفسية.

## المظاهر الشائعة
يظهر فقدان الشهية ببساطة على أنه انخفاض أو نقص الشهية. يمكن أن يظهر هذا على أنه عدم الشعور بالجوع أو الافتقار إلى الرغبة في تناول الطعام. في بعض الأحيان لا يلاحظ الناس حتى أنهم يفتقرون إلى الشهية حتى يبدأوا في إنقاص الوزن من تناول كميات أقل. في حالات أخرى، يمكن أن يكون أكثر وضوحا، مثل عندما يشعر الشخص بالغثيان من مجرد التفكير في تناول الطعام. أي شكل من أشكال انخفاض الشهية يؤدي إلى تغييرات في الجسم (مثل فقدان الوزن أو فقدان العضلات) لا يتم عن قصد كجزء من اتباع نظام غذائي له أهمية سريرية.

## الأسباب الشائعة
عادة ما يصاحب فقدان الشهية أو عدم الرغبة في تناول الطعام عدة مشاكل منها الحالات الطبية المؤقتة أو طويلة الأمد، انزعاجات القناة الهضمية، أو الاضطرابات النفسية.
- انخفاض ضغط الدم
- حمى
- زكام
- سلوك مرضي
- فقدان شهية عصابي
- تسمم غذائي
- فقر الدم
- داء اديسون
- داء السيلياك
- الغثيان
- عدوى
- فقر الدم الخبيث (نقص فيتامين بي12)
- نقص الزنك
- نقص الفولات
- التهاب المعدة
- التهاب المعدة والامعاء
- التهاب الزائدة الدودية
- التهاب القولون التقرحي
- داء كرون
- متلازمة القولون العصبي
- تجفاف
- ألم مزمن
- كوفيد-19
- فيروس نقص المناعة البشرية/أيدز
- السرطان
- التهاب كبدي
- فشل كلوي
- مرض الكلى المزمن
- فرط سكر الدم
- ضغط نفسي
- اكتئاب
- قلق
- هوس
- ذهان
- خرف
- صدمة
- متلازمة انسحاب البنزوديازيبين
- فرط فيتامين (د)
- فرط كالسيوم الدم
- قصور الغدة الدرقية، وأحيانا فرط نشاط الغدة الدرقية
- اضطراب أيضي
- اضطراب هرموني
- التهاب البنكرباس
- اضطراب ثنائي القطب
- الفصام
- متلازمة انسحاب كحولي
- أثر جانبي لبعض المخدرات
- ادمان الكحول
- متلازمة التقيؤ المفرط التالي للماريجوانا
- متلازمة انسحاب الماريجوانا
- متلازمة ميلاس
- متلازمة الإفراز غير الملائم للهرمون المضاد لإدرار البول
- ثلاسيميا
- اضطراب تعاطي المواد الافيونية
- داء الانسداد الرئوي المزمن
- كبد دهني
- فيروس إيبولا
- شلل المعدة
- سل
- متلازمة الاشعاع الحادة
- متلازمة الشريان المساريقي العلوي
- أثر جانبي لبعض الأدوية

## فقدان الشهية العصبي
وهو مرض نفسي وجسماني الذي يصاب به البالغين والأطفال.

### اسبابه
1. العوامل البيولوجية: تساعد المهدئات الطبيعية التي يفرزها الجسم على تقليل الشعور بإحساس الجوع في المرضى المصابين بفقد الشهية العصبي، فقد أظهرت بعض الدراسات اختلال في وظائف النواقل العصبية وبالذات السيروتونين وكذلك الأدرينالين والدوبامين والتي تشكل أهمية بالغة في تنظيم الشهية للطعام من خلال الهيبوثلاموس. وكذلك اختلال وظائف الغدة الدرقية والهرمونات بشكل عام. كما أظهرت الكثير من الدراسات الإشعاعية بالأشعة المقطعية وجود توسع في الفراغات التي تحوي السائل الدماغي والتي قد تعود لطبيعتها بمجرد زيادة الوزن.
2. العوامل الاجتماعية: يجد المصابون بفقد الشهية العصبي ما يشجع سلوكهم اجتماعياً حيث تكون مقاييس الجمال فتتخذ النحافة والتمارين الرياضية كنمط ممتاز للحياة كتقليدهم لأحد المشاهير من الناحية الجسمانية خصوصا عندما يتميزون بالنحافة، وكذلك بعض المهن التي تتطلب نحافة مثل عارضات وعارضين الأزياء، مضيفي الطيران، لاعبي الباليه وبعض الألعاب الرياضية التي لا تتحمل زيادة في الوزن. كمان البحوث دلت أيضا إلى أن الجو الأسري لهؤلاء المرضى يتميز بأجواء غير محببة وعدوانية فيعاني المريض من درجة كبيرة من الانعزالية وقلة الشعور بالتعاطف بين أفرادها.
3. العوامل النفسية: يجمع الكثير من المعالجين النفسيين لهذه الحالات على أن المرضى يعانون من عدم القدرة على الاستقلال عن الأم بالذات ويميل البعض الآخر إلى تفسير سلوكهم على أنه عبارة عن محاولة غير واعية لتدمير أجسادهم المسكونة بآثار الأم المتسلطة.

ويقترن انعدام الشهية بضعف العظام التي تصبح هشة ونحيفة بشكل خطير. ويعود السبب في ذلك إلى فقدان الوزن ونقص المواد المغذية مثل الكاليسيوم، وقد يقود انخفاض الكثافة المعدنية في العظام إلى زيادة مخاطر الكسر والتهشم.
يعاني المصابون بهذا المرض من مشاكل طبية عديدة مثل:
- انخفاض درجة الحرارة (تتدنى لأقل من 35 درجة).
- تورم القدمين وبطء ضربات القلب.
- انخفاض ضغط الدم، وتغير الشعر، كما يلجأ بعض المرضى لاستخدام المسهلات بكثرة مما يؤدي لتغير في درجة حموضة الدم.
- اضطرابات في ضربات القلب وصغر حجمه وبالذات في المراحل المتأخرة من المرض وقد يكون السبب في هذه الاضطرابات انخفاض البوتاسيوم في الدم والذي قد يكون خطيرا.

### المضاعفات
من مضاعفات هذا المرض أيضا تقلص حجم العضلات، انخفاض نشاط الغدة الدرقية، اضطراب في وظائف المعدة كتأخر إفراغها من الطعام، الإمساك والألم المتكرر في البطن، تورم والتهاب الغدد اللعابية والبنكرياس.
ومن المضاعفات أيضا انقطاع الدورة الشهرية واختلال نسبة الهرمونات في الدم، انخفاض المغنيسيوم وقد يصاب المريض بتشنجات صرعية أيضا وانخفاض في قدراته الذهنية.

### العلاج
علاج فقدان الشهية العصبي أمر صعب، خاصة إذا كان شديداً. ولكن في الحالات البسيطة والمتوسطة فإن العلاج النفسي بشقيه الدوائي والسلوكي المعرفي، يؤدي إلى نتائج مقبولة، وإن كانت ليست بالمستوى المطلوب، ولكن يجب تدارك الأمر من البداية، فكلما بدأ العلاج مبكراً كان أفضل.
ويؤدي العلاج الأسري والاجتماعي دوراً مهماً في تحسن نتائج العلاج. ولكن هذه النتائج تتفاوت من مريض إلى آخر، فالبعض يتعافى بعد نوبة واحدة فقط، والبعض يتعرض لانتكاسات وتستمر حياتهم بين نوبات من الاضطراب وفترات من الشفاء والتحسن، ولكن بعضهن يستمر الاضطراب معهن ليصبح مزمناً، وتتدهور حالتهم بشكل مريع. وتحتاج حالة الفئة الأخيرة إلى الدخول إلى المستشفيات لتغذيتهم وعلاجهن بأدوية نفسية وبرنامج علاج نفسي مكثف لفترة زمنية محددة، قد تطول أو تقصر حسب شدة المرض.
أما أهم طرائق العلاج النفسي، فهي: العلاج بالإيحاء والعطف والتشجيع والإرشاد والحث على تناول الطعام. وكل ذلك ينبغي أن يحدث بالتنسيق بين الطبيب البدني والاختصاصي النفسي وذوي المريض، وصولاً إلى حل الأسباب الرئيسة للمرض، وتلافياً للانتكاسات.

## فقدان الشهية لدى الأطفال
يعتبر فقدان الشهية لدى الأطفال من المشكلات الشائعة في طب الأطفال، وتعتبر من المسائل التي تؤرق الأبوين ودائما تكون شكواهم لأطباء الأطفال عن هذه المشكلة.

### أنواعه
أولا: فقدان الشهية الحاد: وهو فقدان مؤقت للشهية، ويحدث في أغلب الأحوال مع الإلتهابات الفيروسية البكتيرية المختلفة، وكذلك التهابات، وتقرحات الفم واللسان، وأثناء فترة التسنين أي عند بداية ظهور الأسنان للطفل. وعادة تعود شهية الطفل إلى طبيعتها بزوال السبب، وهذه المجموعة لا تحتاج إلى فاتح للشهية.
ثانيا: فقدان الشهية الفسيولوجي المزمن: ويحدث للأطفال بين سن 1-6 سنوات، حيث يلاحظ الأبوان أن الطفل لم يعد يأكل نفس كمية الطعام المعتاد عليها. وهذا يرجع أساسا إلى أن السعرات الحرارية التي يحتاجها الطفل في هذه السن تقل عن السنة الأولى من العمر. وقد يلجأ الأبوان إلى إطعام الطفل عنوة، وهذا بدوره قد يعقد الأمر وقد يؤدي ذلك إلى زيادة رفض الطفل للطعام. ويلاحظ أن الأطفال في هذه المجموعة لديهم النمو العقلي والجسماني في الطول والوزن مناسبا مع أعمارهم، ويمكن معرفة ذلك من منحنيات وجداول الطول والوزن بالنسبة للعمر.
ثالثا: فقدان الشهية العضوي المزمن: وفي هذه المجموعة يكون فقدان الشهية مصاحبا لأمراض مزمنة مثل الالتهابات الفيروسية والبكتيرية والالتهابات الروماتيزمية وأمراض الجهاز التنفسي وأمراض الكلى والكبد المزمنة وكذلك العيوب الخلقية بالقلب والدماغ. وفي هذه الحالة فإن فقدان الشهية ليس العرض الوحيد الموجود ولكن توجد أعراضا أخرى للأمراض المسببة، مثل ارتفاع مزمن في درجة الحرارة ونقص في الوزن وقلة النشاط والحركة وتأخر النمو العقلي والجسماني، وأنيميا، وتضخم في الغدد الليمفاوية والأعضاء الداخلية بالجسم.